# Jesus, jag vill följa dig var dag
Jesus, jag vill följa dig var dag är en sång med text och musik av M W Brown, svensk översättning av Judit Kristina Ordell.

## Publicerad i
- Frälsningsarméns sångbok 1968 som nr 167 i kördelen under rubriken "Jubel, Strid Och Erfarenhet".
- Frälsningsarméns sångbok 1990 som nr 845 under rubriken "Glädje, vittnesbörd, tjänst".
- Sångboken 1998 som nr 182.